# セルゲイ・ルジェーンコ

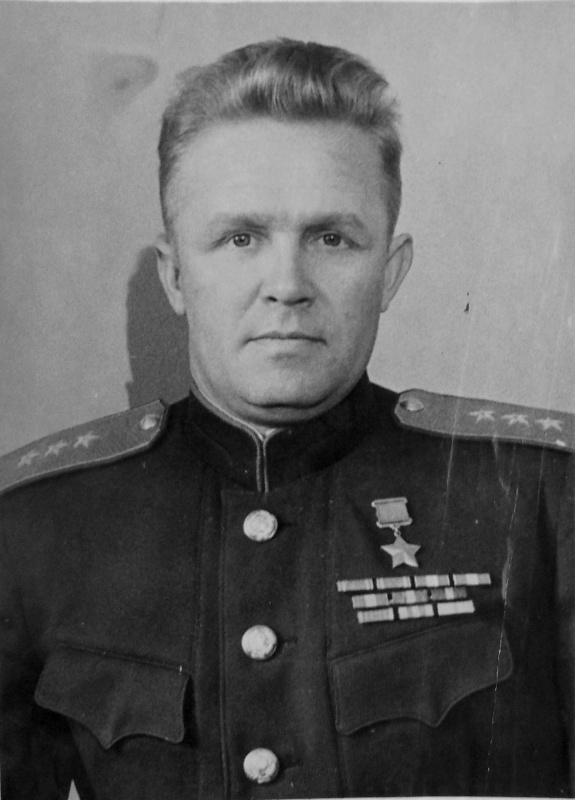
セルゲイ・ルジェーンコ

セルゲイ・ルジェーンコ（Сергей Игнатьевич Руденко；1904年10月7日 - 1990年7月10日）は、ソ連の軍人。航空元帥。ソ連邦英雄。

## 経歴
現ウクライナ、チェルニーヒウ州コロプ町出身。1923年から赤軍。1927年、カチン軍事飛行士学校を卒業し、飛行士、先任飛行士、編隊長、飛行隊参謀長を歴任。1932年、労農赤軍空軍アカデミーを卒業し、飛行隊長、旅団長、副師団長を歴任。1936年、空軍アカデミー作戦学部を卒業。1941年1月から航空師団長。
独ソ戦勃発と共に西部戦線の第31航空師団、1941年12月からは第61軍空軍を指揮。1942年1月からカリーニン戦線、2月からヴォルホフ戦線の空軍副司令官となり、その後、カリーニン戦線空軍、第1航空群、スタフカ第7打撃航空群を指揮。1942年6月から南西戦線空軍副司令官、同年9月から終戦まで、第16航空軍を指揮。第二次世界大戦中の功績により、ソ連邦英雄称号が授与された。
戦後、航空軍を指揮し、1948年から空挺軍司令官、1949年9月から空軍参謀総長、1950年8月から遠距離航空隊司令官/空軍第一副総司令官。1953年6月から再び空軍参謀総長。1955年3月、航空元帥に昇進。1958年2月から空軍第一副総司令官。1968年5月から空軍アカデミー校長。1973年8月から国防省監察総監。
第2期、第6期ソ連最高会議代議員。教授。
ソ連邦英雄。レーニン勲章6個、十月革命勲章、赤旗勲章4個、一等スヴォーロフ勲章2個、一等クトゥーゾフ勲章、二等スヴォーロフ勲章、一等祖国勲章、三等「ソ連軍における祖国への奉仕に対する」勲章を受章。